# División de Honor femenina de rugby 2022-23
La División de Honor femenina de rugby 2022-23, conocida por motivos de patrocinio como Liga Iberdrola de Rugby, es la décima primera temporada de la máxima categoría del rugby femenino en España.

## Equipos participantes
| Equipo                      | Ciudad             |
| --------------------------- | ------------------ |
| Corteva Cocos Rugby         | Sevilla            |
| CR Majadahonda              | Majadahonda        |
| Crealia El Salvador         | Valladolid         |
| CR Sant Cugat               | Barcelona          |
| AVIA Eibar Rugby Taldea     | Éibar              |
| CRAT Universidade da Coruña | La Coruña          |
| Olímpico de Pozuelo R. C.   | Pozuelo de Alarcón |
| CR Complutense Cisneros     | Madrid             |

## Clasificación
|                                                                | Equipo                    | Puntos | J  | G  | E | P  | PF  | PC  | DP   | EF | EC | DE  | BO | BD |
| -------------------------------------------------------------- | ------------------------- | ------ | -- | -- | - | -- | --- | --- | ---- | -- | -- | --- | -- | -- |
| 1                                                              | Corteva Cocos Rugby       | 52     | 14 | 11 | 0 | 3  | 423 | 208 | 215  | 62 | 34 | 28  | 6  | 2  |
| 2                                                              | CR Majadahonda            | 51     | 14 | 10 | 0 | 4  | 411 | 262 | 149  | 67 | 39 | 28  | 9  | 2  |
| 3                                                              | Crealia El Salvador       | 38     | 14 | 9  | 0 | 5  | 287 | 294 | -7   | 42 | 47 | -5  | 1  | 1  |
| 4                                                              | Eibar Rugby Taldea        | 33     | 14 | 7  | 0 | 7  | 305 | 336 | -31  | 52 | 53 | -1  | 3  | 2  |
| 5                                                              | CRAT Residencia RIALTA    | 31     | 14 | 6  | 1 | 7  | 298 | 319 | -21  | 47 | 51 | -4  | 2  | 3  |
| 6                                                              | CR Sant Cugat             | 30     | 14 | 7  | 1 | 6  | 267 | 359 | -92  | 41 | 58 | -17 | 0  | 0  |
| 7                                                              | Olímpico de Pozuelo R. C. | 20     | 14 | 4  | 0 | 10 | 214 | 344 | -130 | 33 | 54 | -21 | 0  | 4  |
| 8                                                              | CR Complutense Cisneros   | 14     | 14 | 1  | 0 | 13 | 283 | 366 | -83  | 44 | 52 | -8  | 1  | 9  |
| Fuente: Federación Española de Rugby; actualización automática |                           |        |    |    |   |    |     |     |      |    |    |     |    |    |

## Playoffs
|  | Semifinales | Semifinales         | Semifinales    |                |                     | Final               | Final | Final |  |
|  |             |                     |                |                |                     |                     |       |       |  |
|  |             |                     |                |                |                     |                     |       |       |  |
|  | 1.º         | Corteva Cocos Rugby | 26             |                |                     |                     |       |       |  |
|  | 1.º         | Corteva Cocos Rugby | 26             |                |                     |                     |       |       |  |
|  | 4.º         | Eibar Rugby Taldea  | 12             |                |                     |                     |       |       |  |
|  | 4.º         | Eibar Rugby Taldea  | 12             |                | Corteva Cocos Rugby | Corteva Cocos Rugby | 22    |       |  |
|  |             |                     |                |                | Corteva Cocos Rugby | Corteva Cocos Rugby | 22    |       |  |
|  |             |                     | CR Majadahonda | CR Majadahonda | 39                  |                     |       |       |  |
|  | 2.º         | CR Majadahonda      | CR Majadahonda | CR Majadahonda | 39                  | 45                  |       |       |  |
|  | 2.º         | CR Majadahonda      |                |                |                     | 45                  |       |       |  |
|  | 3.º         | Crealia El Salvador | 29             |                |                     |                     |       |       |  |
|  | 3.º         | Crealia El Salvador | 29             |                |                     |                     |       |       |  |
|  |             |                     |                |                |                     |                     |       |       |  |